# Fisherman Bay (Australie-Méridionale)
Fisherman Bay est une localité côtière d'Australie-Méridionale, située à l'extrémité nord de la péninsule de Yorke sur la côte est du golfe Spencer, dans le conseil du District de Barunga Ouest. Il appartient à la Fisherman Bay Management Company depuis le 1er mars 1974, lorsque les dix résidents les plus offrants se sont regroupés pour former l'association.  Fisherman's Bay Road est la seule route d'accès au canton qui entre dans le canton par le coin sud-ouest. Le canton est bordé à l'ouest et au nord par des réserves côtières et des plages de sable et à l'est par des mangroves et des broussailles de salicorne.

## Histoire
Fisherman Bay se compose de deux zones non reliées de chaque côté de l'entrée de Fisherman Bay elle-même : une petite zone résidentielle sur la péninsule à l'extrémité sud, autour du site Fisherman Bay South Shack, immédiatement au nord de Port Broughton Australie-Méridionale, et une plus grande quasiment inhabitée située dans la zone au nord de l'entrée. 

### Le village
Le village compte environ 400 logements, et il dispose d'infrastructures dont un magasin, une station-service et une salle communale. La partie nord se compose principalement d'une vaste zone connue sous le nom de « marais salé », mais comprend également le site Fisherman Bay North Shack à travers l'entrée, et plus au nord, l'ancien champ de tir historique de la RAAF sur Old Pirie Road, qui est inscrit au South Australian Heritage Register le registre du patrimoine d'Australie-Méridionale qui contient des informations sur les lieux de valeur patrimoniale en Australie-Méridionale. Il comprend les zones du patrimoine de l'État, les lieux et les objets connexes d'importance nationale,. Les cabanes ont été construites pour la première fois à Fisherman Bay dans les années 1920. Le terrain appartenait à l'origine à la famille Hornby, qui était les propriétaires des cabanes leur payant des frais de "licence occasionnelle".

### Fishermans Bay Management Pty Ltd

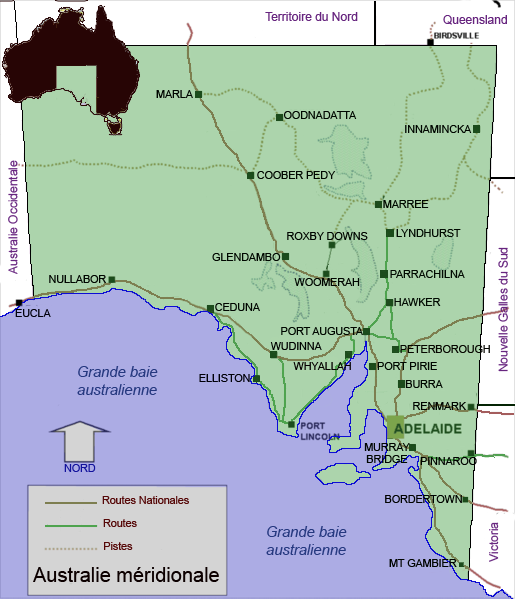
Australie méridionale

En 1973, la famille Hornby a vendu les terrains aux résidents locaux. Ce sont les dix plus offrants qui les ont acquis afin de constituer la société Fishermans Bay Management Pty Ltd. L'entreprise détient toujours le titre foncier, les résidents payant des frais d'environ 800 $. Les problèmes liés à la sécurité foncière ont été soulevés comme un problème important pour le développement futur du village. En vertu de cet arrangement, le Conseil de district de Barunga West Council dont le siège est à Port Broughton, avec un sous-bureau à Bute, est en grande partie responsable de l'estran côtier, tandis que l'entreprise, qui possède les infrastructures routières, d'aqueduc et d'égout, est responsable de la zone générale. L'entreprise s'est progressivement tournée vers la transformation du terrain en titre de propriété franche sur plusieurs années ; cependant, à partir de 2015, ils ont continué à gérer la majorité des lots résidentiels à Fisherman Bay. 

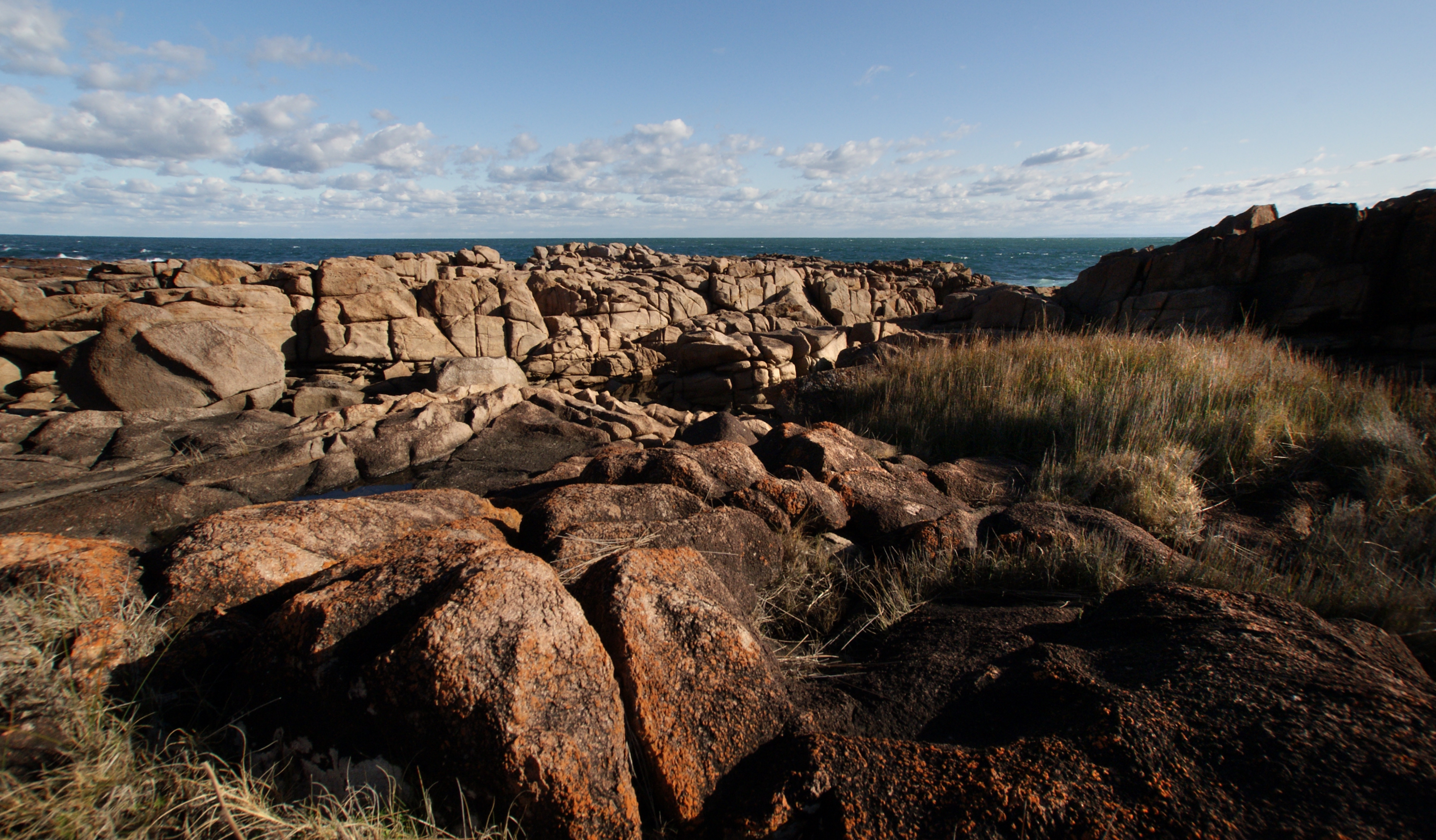
Port Stephens baie de Fishermans. NSW

La Fisherman Bay Progress Association a été créée en 1963 et organise la journée sportive annuelle des courses de Pâques pour les enfants de la ville,.
Fisherman Bay a été officiellement établie en 1998 lorsque les limites ont été créées « pour le nom local établi de longue date».